# Pterogoniella undulata
Pterogoniella undulata là một loài rêu trong họ Sematophyllaceae. Loài này được Renauld & Cardot mô tả khoa học đầu tiên năm 1909.